# Örebro län
Koordinaten: 59° 22′ N, 15° 1′ O

Örebro län ist eine Provinz (län) in Schweden.

## Geographie
Das Territorium von Örebro län macht 2,2 % der Fläche des schwedischen Staatsgebietes aus.

## Bevölkerung
Der Anteil an der Gesamtbevölkerung Schwedens beträgt 3 %.

## Gemeinden und Orte

### Gemeinden
Örebro län besteht aus folgenden zwölf Gemeinden (schwedisch: kommuner).
| Gemeinde     | Einwohner |
| ------------ | --------- |
| Askersund    | 011.477   |
| Degerfors    | 009.278   |
| Hällefors    | 006.321   |
| Hallsberg    | 016.120   |
| Karlskoga    | 030.180   |
| Kumla        | 022.681   |
| Laxå         | 005.423   |
| Lekeberg     | 008.606   |
| Lindesberg   | 023.141   |
| Ljusnarsberg | 004.369   |
| Nora         | 010.639   |
| Örebro       | 160.140   |

(Stand: 31. Dezember 2024)

### Größte Orte

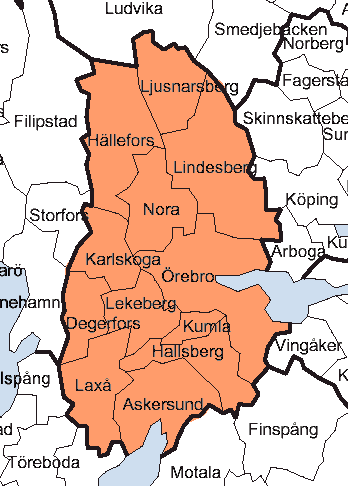
Gemeinden in Örebrö län

- Örebro (107.038), gelegen in der Landskap (historischen Provinz) Närke
- Karlskoga (27.084), gelegen in Värmland
- Kumla (14.062), gelegen in Närke
- Lindesberg (9.149), gelegen in Västmanland
- Degerfors (7.160), gelegen in Värmland
- Hallsberg (7.122), gelegen in Närke
- Nora (6.526), gelegen in Västmanland
- Hällefors (4.530), gelegen in Västmanland

(Einwohner Stand 31. Dezember 2010)